# Stenotrema simile
Stenotrema simile är en snäckart som beskrevs av Johann Friedrich Carl Grimm 1971. Stenotrema simile ingår i släktet Stenotrema och familjen Polygyridae. Inga underarter finns listade i Catalogue of Life.